# Nouan-le-Fuzelier
Nouan-le-Fuzelier település Franciaországban, Loir-et-Cher megyében. Lakosainak száma 2293 fő (2022. január 1.). Nouan-le-Fuzelier Lamotte-Beuvron, Chaumont-sur-Tharonne, Pierrefitte-sur-Sauldre, Saint-Viâtre, Salbris és Vouzon községekkel határos.

## Népesség
A település népességének változása:
| Lakosok száma | 1948 | 2301 | 2274 | 2513 | 2356 | 2330 | 2326 | 2323 | 2321 | 2293 |
|               | 1968 | 1982 | 1990 | 2006 | 2013 | 2015 | 2017 | 2019 | 2020 | 2022 |